# Kowal

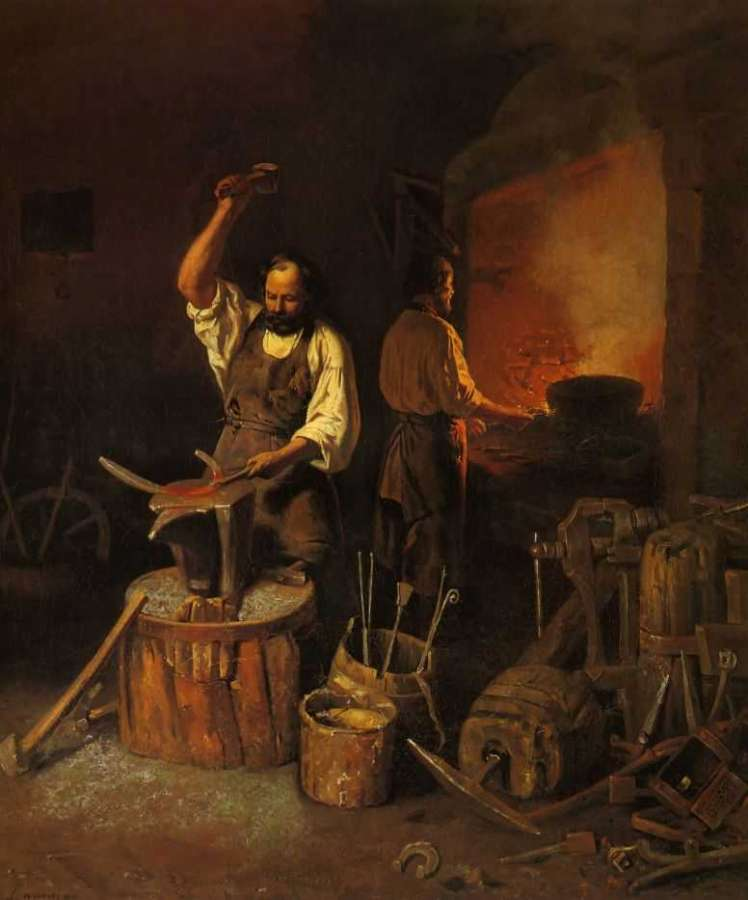
Kowal w trakcie kucia na kowadle

Kowal – rzemieślnik zajmujący się kowalstwem. Zawód polegający na tworzeniu (wykuwaniu) przedmiotów z metalu. Miejscem pracy kowala jest kuźnia.

## Historia
Kowale zajmowali się wyrobem przedmiotów użytkowych z metalu, głównie z żelaza. Z racji powszechnego stosowania w przeszłości koni do transportu i jazdy wierzchem podstawowym ich zajęciem było wykuwanie podków i gwoździ do ich przybijania (hufnali). Zajmowali się również podkuwaniem koni (podkuwacz) oraz pielęgnacją końskich kopyt. Zawód był bardzo rozpowszechniony w przeszłości: do lat międzywojennych w większości krajów Europy prawie w każdej wsi znajdowała się kuźnia i pracował kowal.
Poza tym kowale wykonywali wiele innych przedmiotów, jak kraty do okien, okucia drzwiowe, zawiasy, okucia skrzyń, okucia do wozów, ruszty, rożny, uchwyty do łuczyw, kute obręcze do beczek, gwoździe budowlane, narzędzia (w tym sierpy, kosy, lemiesze do pługów, zęby do bron).
Początkowo kowale zajmowali się też wykonywaniem elementów zbroi i broni białej, jednak już w średniowieczu wytworzył się produkujący te wyroby osobny cech płatnerzy. W tym samym czasie wytwarzanie garnków, kotłów, rondli itp. przejęli od kowali kotlarze. Z czasem z grupy kowali wydzielili się również nożownicy, iglarze czy ślusarze.
Wraz z postępującą industrializacją procesów wytwarzania przedmiotów kowale coraz bardziej tracili na znaczeniu i z czasem zawód prawie kompletnie przestał być praktykowany.
Jan Długosz w swojej kronice jako zamiłowanego kowala opisał Kazimierza II, księcia mazowieckiego, który „do rzemiosła kowalskiego taką miał z przyrodzenia chęć i skłonność, iż często niem się zabawiając, strzały, siekiery, miecze i inne narzędzia ręką własną wyrabiał.“

## Kowalstwo artystyczne
Obecnie obserwuje się odrodzenie tego zawodu w wyniku mody na ręcznie kute elementy dekoracyjne stosowane w budownictwie. Ręczna metoda pracy kowala umożliwia wytwarzanie na zamówienie zindywidualizowanych form i przedmiotów z metalu o oryginalnej i niepowtarzalnej formie. Najczęściej spotykane wyroby kowala artystycznego to:
- ogrodzenia i płoty posesji
- balustrady balkonowe
- okucia drzwi i okien
- kraty okienne
- bramy i furtki wejściowe
- meble ogrodowe i do wnętrz
- inne ozdoby

## Galeria

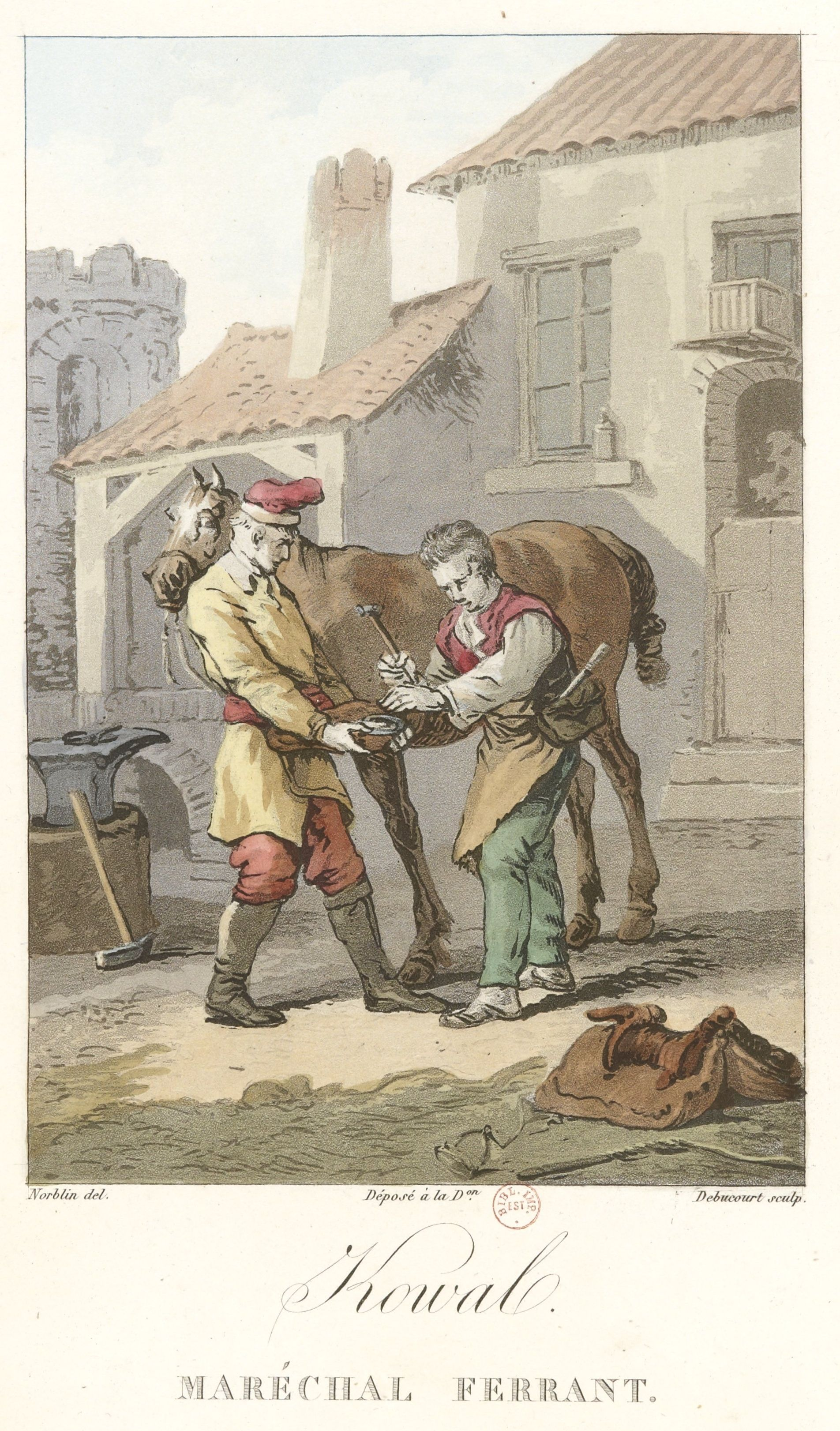
Kowal podkuwający konia przedstawiony na XVIII-wiecznym rysunku Jana Norblina
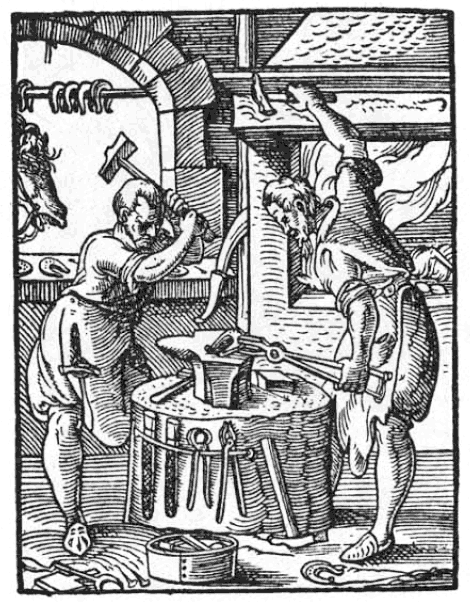
Kowalstwo – XVI w.
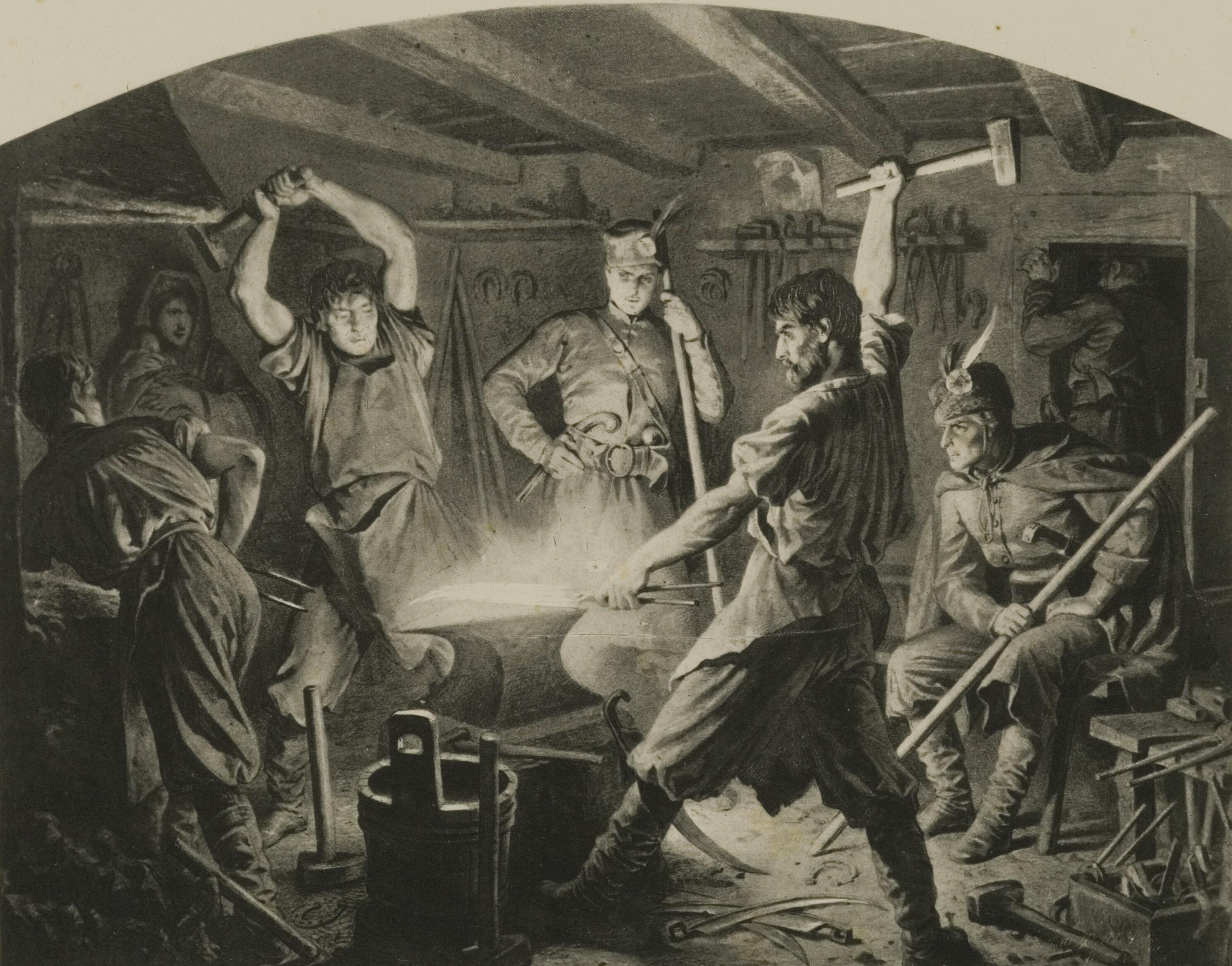
„Kucie kos”, grafika Artura Grottgera z cyklu „Polonia
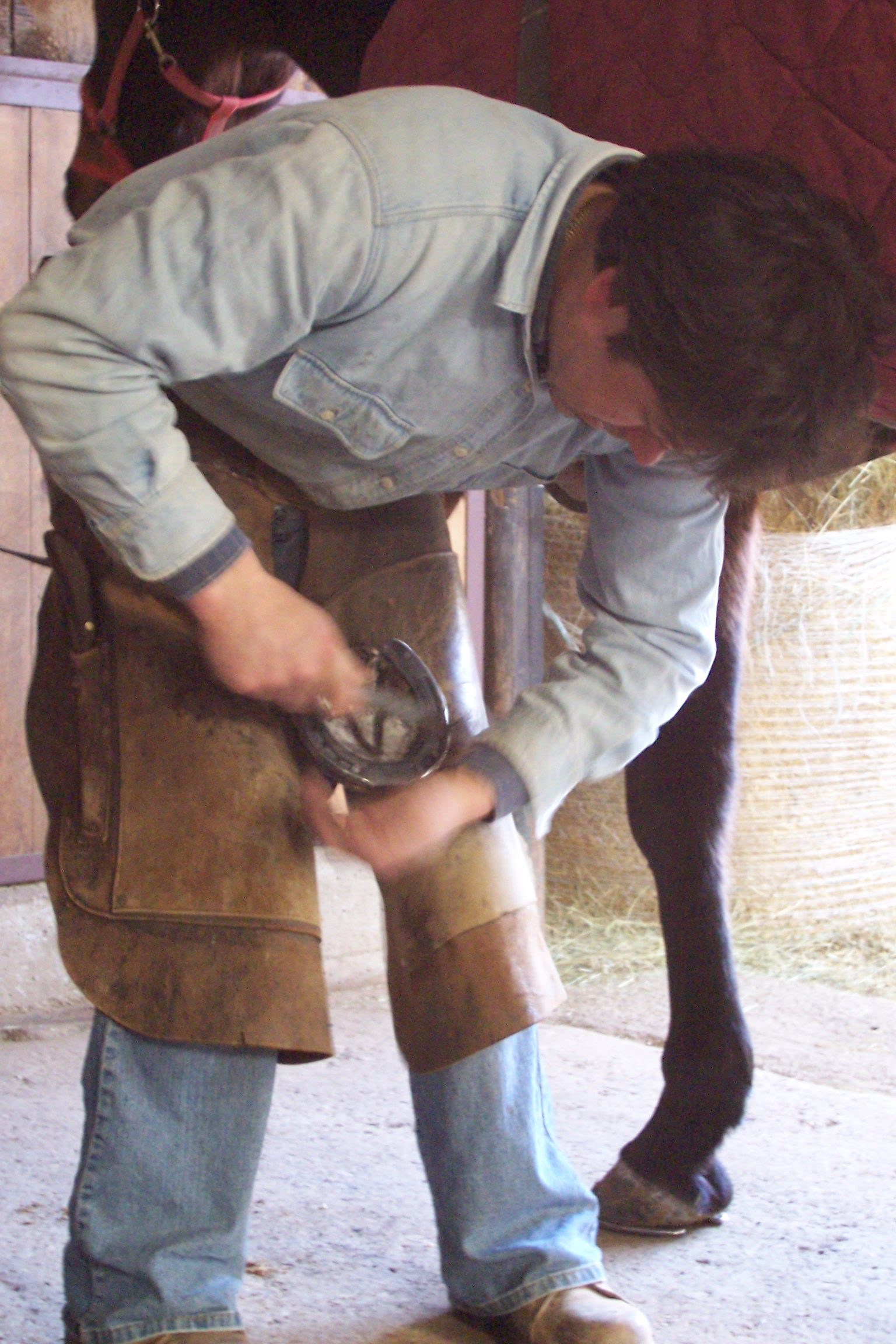
Podkuwanie konia
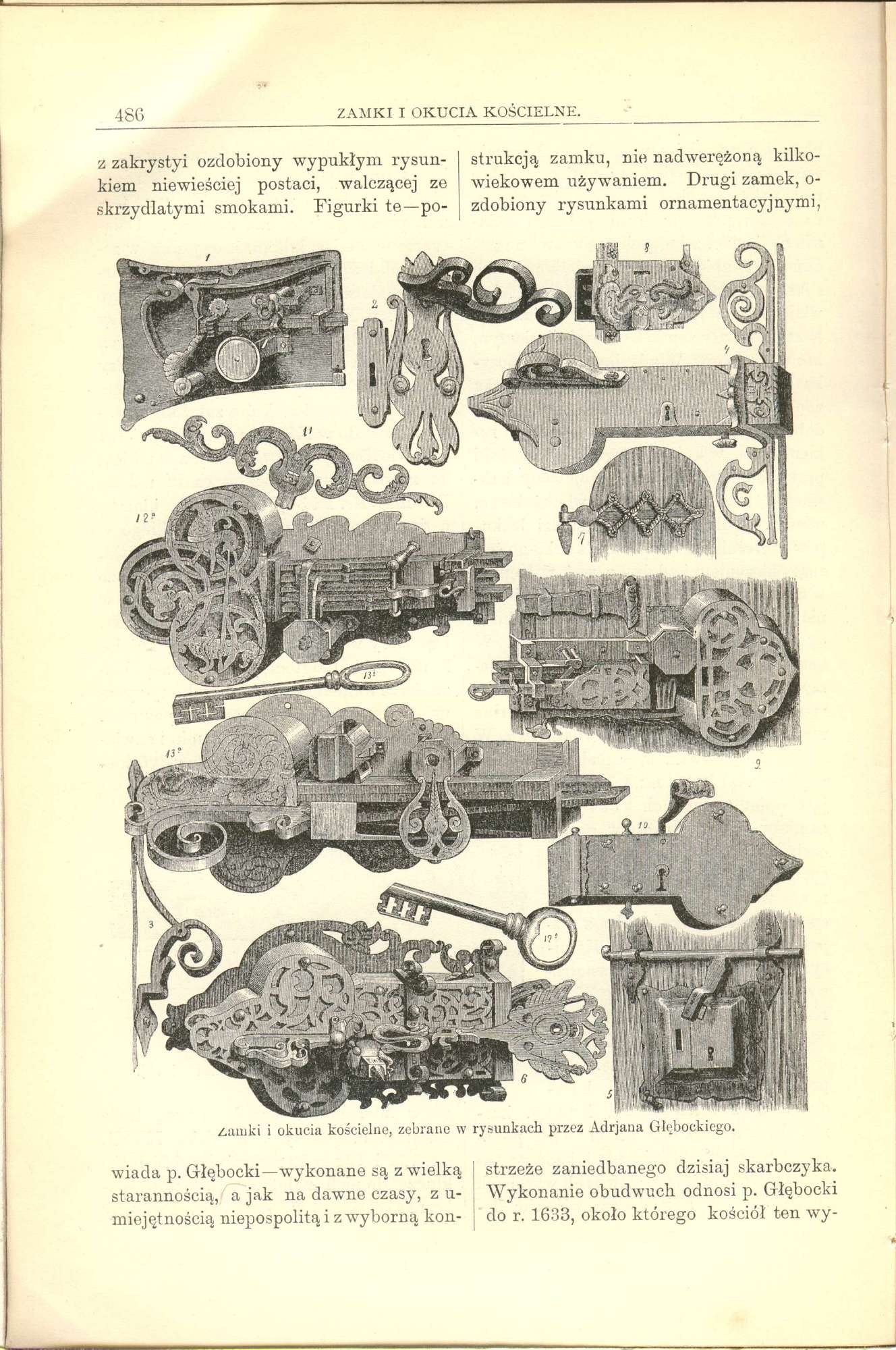
Stare zamki i okucia drzwi wykonane przez kowali, il. Adriana Głębockiego z Encyklopedii staropolskiej